# Irene Montalà

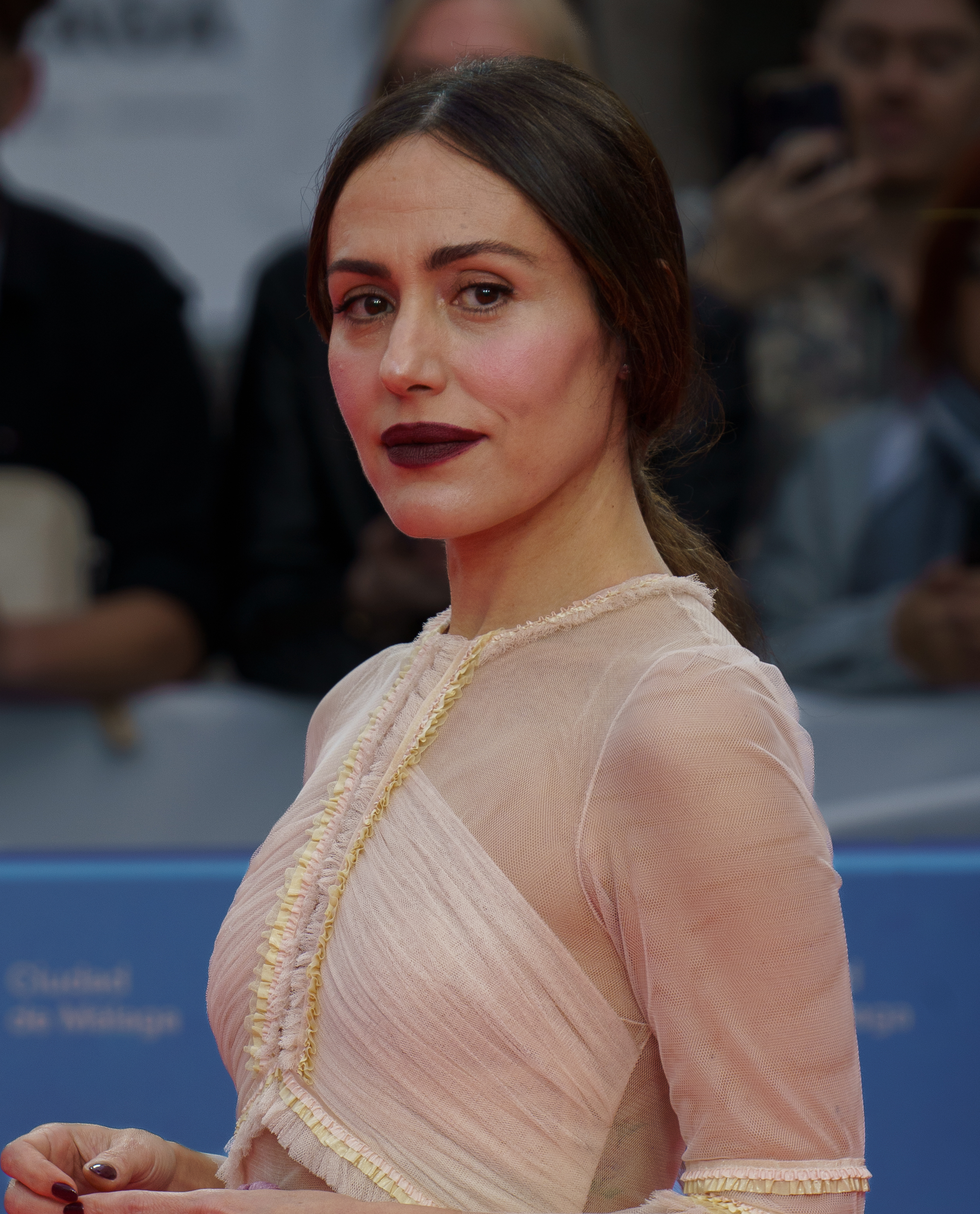
Irene Montalà (2025)

Irene Montalà (* 18. Juli 1976 in Barcelona) ist eine spanische Schauspielerin.

## Karriere
Montalà hatte Rollen in Fernsehserien wie beispielsweise Poble Nou, Mirall trencat oder Cuéntame. Im Fernsehfilm Carles, príncep de Viana (2001) agierte sie in der Rolle der Brianda de Vaca. Im Drama A ras de suelo (2005) mimte sie die Rolle der Valentina. Im Drama Andalucia (2007) verkörperte sie die Rolle der Dounia.

## Filmografie (Auswahl)

### Kino
- 1996: Una piraña en el bidé
- 2001: Fausto 5.0
- 2002: L’auberge espagnole
- 2005: L’auberge espagnole – Wiedersehen in St. Petersburg (Les Poupées russes)
- 2005: A ras de suelo
- 2007: Andalucia
- 2008: Die Frau des Anarchisten
- 2012: Painless (Insensibles)
- 2013: Alpha
- 2014: Asmodexia
- 2014: Entschuldige, ich liebe Dich! (Perdona si te llamo amor)
- 2016: La llave de la felicidad
- 2016: Las invasoras

### Fernsehen
- 1994: Poble Nou (Fernsehserie, 156 Episoden)
- 1996: Rosa, la lluita (Fernsehserie, 2 Episoden)
- 1997: Le grand Batre (Fernsehfilm)
- 2001: Carles, príncep de Viana (Fernsehfilm)
- 2002: Mirall trencat (Fernsehserie, 13 Episoden)
- 2003: Iris TV (Fernsehfilm)
- 2004–2005: Cuéntame (Fernsehserie, 9 Episoden)
- 2006–2007: Mar de fons (Fernsehserie, 40 Episoden)
- 2007–2010: El internado
- 2007: R.I.S. Científica (Fernsehserie, 13 Episoden)
- 2008–2009: Herederos (Fernsehserie, 22 Episoden)
- 2010: Alakrana
- 2011–2013: El barco (Fernsehserie, 43 Episoden)
- 2014: Hermanos
- 2015: Nico & Sunset
- 2016–2017: Nit i dia
- 2016: Carlos, rey emperador
- 2018: Félix
- 2018: La verdad
- 2018: Presunto culpable
- 2019: Sí, quedo